# بي إم دبليو الفئة الثامنة
بي إم دبليو الفئة الثامنة (بالإنجليزية:BMW 8 Series) هي مجموعة من السيارات الكوبيه الكبيرة والسيارات المكشوفة ينتجها صانع السيارات الألماني بي إم دبليو.

## لمحة عامة
تم تقديم الفئة الثامنة في عام 1990 تحت رمز طراز E31 وكانت متوفرة فقط كسيارة كوبيه ببابين بمجموعة من محركات البنزين ذات الستة سلندر أو 12 سلندر. وقد تم إيقاف الإنتاج في عام 1999 بسبب قلة المبيعات. بعد 19 سنة من التوقف، تم إطلاق الجيل الثاني G15 في 2018.